# Neuenkirchen (Landkreis Osnabrück)
Neuenkirchen ist eine Mitgliedsgemeinde und der Verwaltungssitz der Samtgemeinde Neuenkirchen im Nordwesten des Landkreises Osnabrück in Niedersachsen.

## Geografie

### Geographische Lage
Neuenkirchen liegt südlich der Ankumer Höhe in etwa 25 km nordwestlicher Entfernung von Osnabrück.

### Nachbargemeinden
Neuenkirchen grenzt
- im Norden an Merzen
- im Osten an Bramsche
- im Süden an die nordrhein-westfälischen Gemeinden Westerkappeln, Mettingen und Recke (Kreis Steinfurt)
- im Westen an Voltlage (Landkreis Osnabrück)

### Gemeindegliederung
Ortsteile sind:
- Neuenkirchen
- Limbergen
- Lintern
- Rothertshausen
- Steinfeld
- Vinte

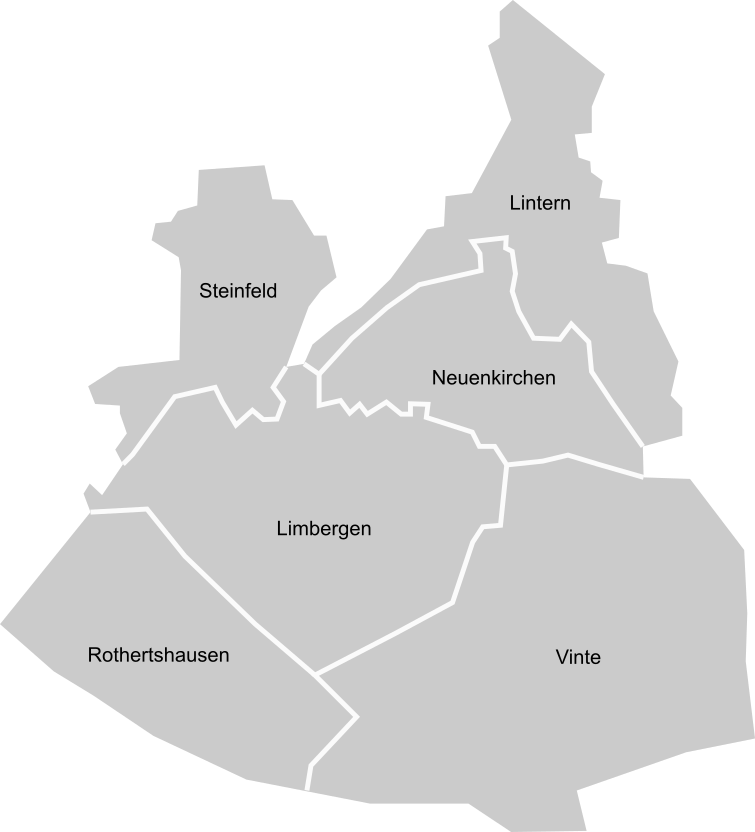
Neuenkirchen Ortsteile

Bestandteil des Ortsteils Lintern ist die Bauerschaft Ägypten. Ägypten ist zwar kein offizieller Ortsteil der Gemeinde, gleichwohl aber ein zusammenhängendes Gebiet, das auf Grund seines Namens eine gewisse Bekanntheit genießt.

## Geschichte
Das Gebiet von Neuenkirchen gehörte bis 1802 zum Hochstift Osnabrück. Nach der französischen Besetzung bis 1814 unter Napoleon Bonaparte kam Neuenkirchen infolge des Wiener Kongress an das Königreich Hannover. Mit der Niederlage des Königreichs Hannover von 1866 wurde Neuenkirchen Teil von Preußen.

### Eingemeindungen
Am 1. Juli 1972 wurden die Gemeinden Limbergen, Lintern, Rothertshausen, Steinfeld und Vinte eingegliedert. Bis zum 30. Juni 1972 gehörten alle Ortsteile dem Landkreis Bersenbrück als selbstständige Gemeinden an.

### Einwohnerentwicklung

Bevölkerungsentwicklung in Neuenkirchen seit 1987

Die folgende Übersicht zeigt die Einwohnerzahlen von Neuenkirchen im jeweiligen Gebietsstand und jeweils am 31. Dezember.
Bei den Zahlen handelt es sich um Fortschreibungen des Landesbetriebs für Statistik und Kommunikationstechnologie Niedersachsen auf der Basis der Volkszählung vom 25. Mai 1987.
Bei den Angaben aus den Jahren 1961 (6. Juni) und 1970 (27. Mai) handelt es sich um die Volkszählungsergebnisse einschließlich der Orte, die am 1. Juli 1972 eingegliedert wurden.
| Jahr | Einwohner |
| ---- | --------- |
| 1961 | 2783      |
| 1970 | 2875      |
| 1987 | 3269      |
| 1990 | 3406      |
| 1995 | 4125      |
| 2000 | 4489      |
| 2005 | 4582      |
| 2010 | 4546      |
| 2011 | 4502      |
| 2015 | 4498      |
| 2017 | 4547      |
| 2018 | 4549      |
| 2020 | 4625      |

## Politik

### Gemeinderat
Der Rat der Gemeinde Neuenkirchen besteht aus 15 Ratsfrauen und Ratsherren. Dies ist die festgelegte Anzahl für eine Mitgliedsgemeinde einer Samtgemeinde mit einer Einwohnerzahl zwischen 3.001 und 5.000 Einwohnern. Die Ratsmitglieder werden durch eine Kommunalwahl für jeweils fünf Jahre gewählt. Die aktuelle Amtszeit begann am 1. November 2021 und endet am 31. Oktober 2026.
Die folgende Tabelle zeigt die Kommunalwahlergebnisse seit 1996.
| 2021–2026 | 58,6 | 9  | 20,8 | 3 | 14,9 | 2 | 5,7  | 1 | –   | – | 100 | 15 | 64,5 |
| 2016–2021 | 77,9 | 12 | –    | – | 16,7 | 2 | 5,4  | 1 | –   | – | 100 | 15 | 56,4 |
| 2011–2016 | 78,2 | 12 | –    | – | 14,8 | 4 | 10,8 | 3 | –   | – | 100 | 15 | 54,4 |
| 2006–2011 | 85,0 | 13 | –    | – | 12,7 | 2 | 2,3  | 0 | –   | – | 100 | 15 | 51,3 |
| 2001–2006 | 81,6 | 13 | –    | – | 12,9 | 2 | 2,0  | 0 | 3,5 | 0 | 100 | 15 | 58,5 |
| 1996–2001 | 74,1 | 12 | –    | – | 21,8 | 3 | 4,1  | 0 | –   | – | 100 | 15 | 72,6 |
| Prozentanteile gerundet. Quellen: Landesbetrieb für Statistik und Kommunikationstechnologie Niedersachsen, Landkreis Osnabrück. Bei unterschiedlichen Angaben in den genannten Quellen wurden die Daten des Landesbetrieb für Statistik und Kommunikationstechnologie verwendet, da diese eine insgesamt höhere Plausibilität aufweisen. |      |    |      |   |      |   |      |   |     |   |     |    |      |

### Bürgermeister
- seit 2016 Vitus Buntenkötter (CDU)[10]
- 2011–2016 Christoph Lührmann (CDU)[11]
- 2006–2011 Winfried Firmer (CDU)[12]

### Wappen
Das Wappen der Gemeinde Neuenkirchen zeigt die schwarz gehaltene Abbildung der katholischen Pfarrkirche St. Laurentius auf goldenem Grund, unten umringt von sechs grünen Stechpalmenblättern. Die Gemeinde führt im Volksmund, zur Unterscheidung von gleichnamigen Gemeinden, den Zusatz „im Hülsen“ nach der dort vielfach vorkommenden Stechpalme/Ilex aquifolium (Hülsekrabbe).

## Wirtschaft
Im Jahr 2022 erzielte Neuenkirchen Einnahmen aus der Gewerbesteuer in Höhe von 4,35 Millionen Euro. Mit einem Gewerbesteuerhebesatz von 400 % ist die Gemeinde knapp unter dem durchschnittlichen Gewerbesteuerhebesatz in Deutschland (403 %, Stand: 2022).

## Kultur und Sehenswürdigkeiten

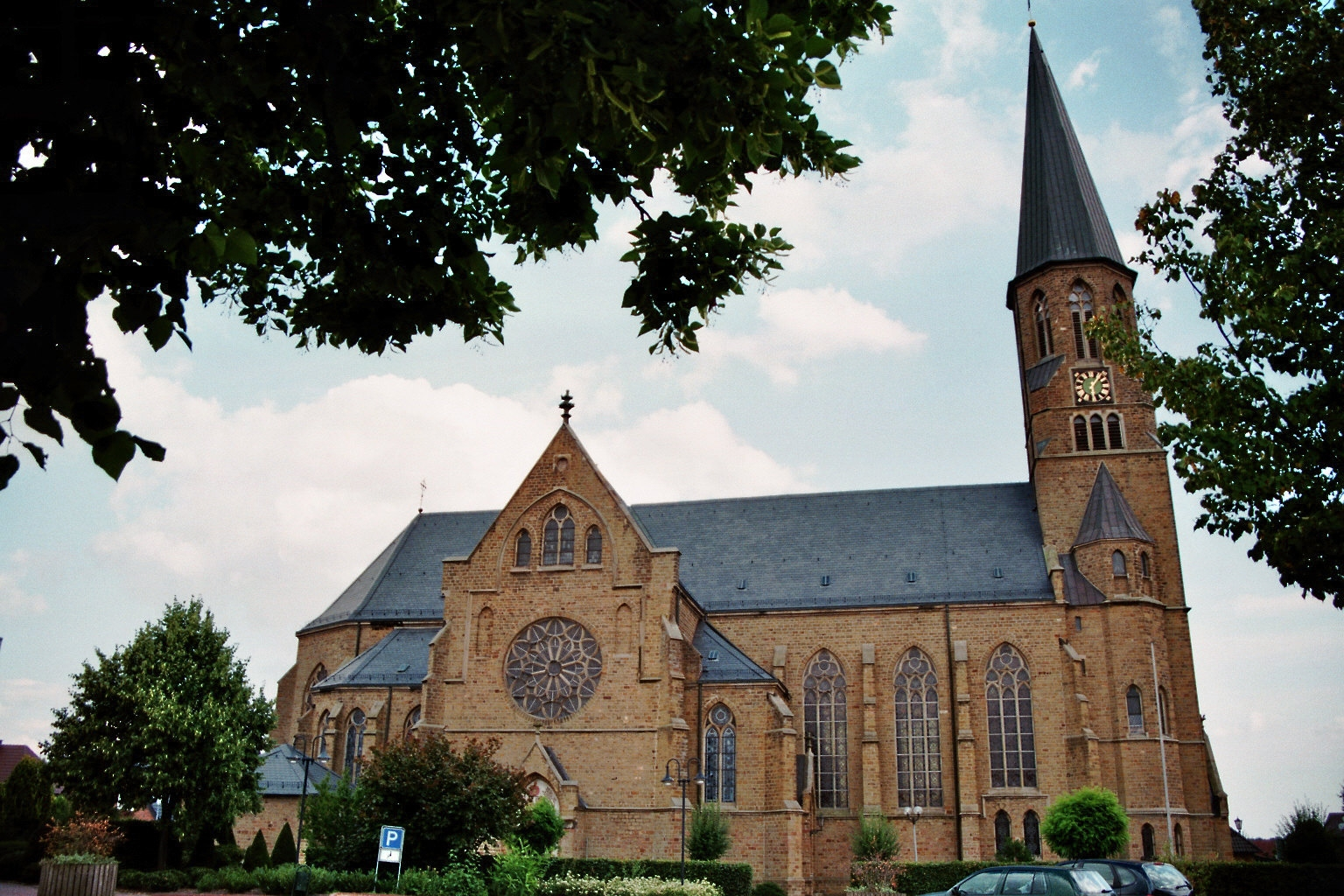
Pfarrkirche St. Laurentius

### Sport
- SV Eintracht Neuenkirchen 1925 e. V.
- Tennisverein Neuenkirchen e. V.
- Reit- und Fahrverein Neuenkirchen e. V.

### Verkehr
Neuenkirchen ist an eine Buslinie, die von Osnabrück nach Fürstenau verkehrt, angebunden. An der nördlichsten Gemeindegrenze berührt der Ort die Bundesstraße 218.

## Söhne und Töchter der Gemeinde
- Lutz Brinkmann (* 1975), deutscher Politiker (CDU)